# John Lloyd (tennisspelare)
John Lloyd, född 27 augusti 1954 i Leigh-on-Sea i Essex i England, är en brittisk högerhänt tidigare professionell tennisspelare aktiv under 1970-talet. Lloyd rankades som bäst som nummer 21 i singel (1978) och i dubbel som nummer 34 (1986).

## Tenniskarriären
John Lloyd blev professionell ATP-spelare 1973 och spelade på touren till och med säsongen 1986. Han vann som proffs en singeltitel och två dubbeltitlar och spelade in totalt 598 092 US-dollar. 
Som spelare är Lloyd främst ihågkommen för finalplatsen i Australiska öppna 1977. Han blev därmed den förste brittiske spelaren under Open Era som nått en finalplats i en Grand Slam-turnering. Han förlorade matchen i fem set mot amerikanen Vitas Gerulaitis med siffrorna 6–3, 7–6, 5–7, 3–6, 6–2.  
Som singelspelare hade Lloyd för övrigt måttliga framgångar med en vunnen titel (1974 i Merion, USA, finalseger över amerikanen John Whitlinger). Bland meriterna märks också segrar i olika turneringar under 1970-talet över spelare som Björn Borg, Roscoe Tanner, John Newcombe och John McEnroe. Hans bästa säsong var 1977 då han förutom i Australiska öppna nådde ytterligare två finaler (förluster i dessa mot Borg). 
Lloyd var mer framgångsrik som dubbelspelare och vann två dubbeltitlar på touren och dessutom tre GS-titlar i mixed dubbel perioden 1982-84, tillsammans med australiskan Wendy Turnbull.  
Lloyd deltog i det brittiska Davis Cup-laget 1974-84. Han spelade totalt 51 matcher och vann 27 av dem. Under perioder efter spelkarriären var han icke spelande kapten för laget, senast från och med 2006.

## Spelaren och personen
John Lloyd var en typisk attackspelare som gärna gick på nät för att avgöra med volley. Hans grundslag var också av mycket god klass, särskilt effektiva var hans servereturer på backhandsidan. Hans serve var inte fullt i klass med övriga slag.  
Under perioden 1979 -1987 gift med den amerikanska tennisspelaren Chris Evert. Han var tidigare även förlovad med svenska tennisstjärnan Isabelle Larsson (i dag Bjunér).
Efter avslutad tenniskarriär arbetar Lloyd som tennistränare och tenniskommentator i TV för BBC.

## Singelfinaler i Grand Slam-turneringar (1)

### Finalförluster (1)
| År   | Mästerskap                   | Finalmotståndare | Resultat                |
| 1977 | Australiska öppna (december) | Vitas Gerulaitis | 6–3, 7–6, 5–7, 3–6, 6–2 |

## Titlar i Grand Slam-turneringar
- Franska öppna
  - Mixed dubbel (1982) med Wendy Turnbull
- Wimbledonmästerskapen
  - Mixed dubbel (1983 och 1984) med Wendy Turnbull

## ATP-titlar
- Singel
  - Merion (1974)
- Dubbel
  - London (1976), Maui (1979)